# Pour une pomme
Pour une pomme est un téléfilm français réalisé par Claude Barrois et Jean-Marie Périer.

## Fiche technique
- Réalisateur : Claude Barrois et Jean-Marie Périer
- Date de diffusion : 26 février 1972

## Distribution
- Gilbert Montagné : Gilbert, le chanteur aveugle
- Yasmine Dahm : Sarah, la fiancée de Gilbert
- Bob Elia : Bob
- Pierre Assena : le photographe
- Robert Deslandes : le père de Sarah
- Liliane Sorval : la mère de Sarah
- et Johnny Hallyday, Salvatore Adamo, Esther Galil